# Roberto Cavalo
Roberto Fernando Schneiger, detto Roberto Cavalo (Carazinho, 13 aprile 1963), è un allenatore di calcio ed ex calciatore brasiliano, di ruolo centrocampista.

## Caratteristiche tecniche
Giocava come centrocampista, ricoprendo il ruolo di mediano.

## Carriera

### Giocatore
Debuttò all'età di vent'anni con l'Atlético Paranaense di Curitiba, con cui esordì in massima divisione nazionale il 31 agosto 1986 contro il Joinville. Proseguì la carriera al Marcílio Dias, con cui vinse un campionato statale, per poi tornare l'anno seguente all'Atlético. Passato al Vitória, vi trascorse due annate, e nel 1991 fece parte della rosa del Criciúma che vinse la Coppa del Brasile, segnando tra l'altro una rete contro l'Atlético Mineiro decisiva per il passaggio ai quarti di finale della competizione. Fece quindi ritorno al Vitória dove, nel campionato di calcio brasiliano 1993, si rese protagonista di una stagione positiva: sette gol in ventitré partite gli valsero l'inclusione nei migliori undici del campionato (Bola de Prata). Durante quella stessa stagione giocò anche la doppia finale del torneo, persa contro il Palmeiras. Ceduto al Botafogo, non vi giocò alcuna gara, e nel 1996 chiuse la carriera.

## Palmarès

### Giocatore

#### Club

##### Competizioni statali
- Campionato Paranaense: 1

Atlético-PR: 1988
- Campionato Catarinense: 2

Marcílio Dias: 1989
Criciúma: 1991

##### Competizioni nazionali
- Coppa del Brasile: 1

Criciúma: 1991

#### Individuale
- Bola de Prata: 1

1993

### Allenatore

#### Competizioni statali
- Campionato Paraense: 1

Paysandu: 2005

#### Competizioni nazionali
- Campeonato Brasileiro Série C: 1

Avaí: 1998